# Fatarella
Fatarella (oficialmente en catalán La Fatarella) es un municipio de Cataluña, España. Pertenece a la provincia de Tarragona, en la comarca de la Tierra Alta, estando situado en la parte norte de ésta, en el límite con la comarca de la Ribera de Ebro. Es uno de los 52 municipios de las Tierras del Ebro.

## Geografía
Integrado en la comarca de Tierra Alta, se sitúa a 79 kilómetros de la capital provincial. El término municipal está atravesado por la carretera nacional N-420, entre los pK 811 y 813, además de por carreteras locales que conectan con Ascó y Villalba de los Arcos. 
El relieve del municipio es bastante abrupto e irregular, propio de la comarca a la que pertenece. La zona más montañosa es la septentrional y está definida por las montañas de Fatarella, que hacen de límite a la brusca caída al valle del Ebro que se extiende detrás de ellas. La zona más llana se encuentra en el exclave de Les Camposines, donde el río Sec recoge el agua de torrentes y rieras procedentes de las montañas de Fatarella y de la sierra de Vall de la Torre. La altitud oscila por tanto entre los 565 metros (Coll de Paumeres) y los 180 metros a orillas del río Sec. El pueblo se alza a 486 metros sobre el nivel del mar. 
| Noroeste: Ribarroja de Ebro     | Norte: Ribarroja de Ebro | Noreste: Ribarroja de Ebro y Flix |
| Oeste: Villalba de los Arcos    |                          | Este: Ascó                        |
| Suroeste: Villalba de los Arcos | Sur: Corbera de Ebro     | Sureste: Ascó                     |

El exclave de Les Camposines limita con Ascó, Mora de Ebro y Corbera de Ebro. 

## Historia

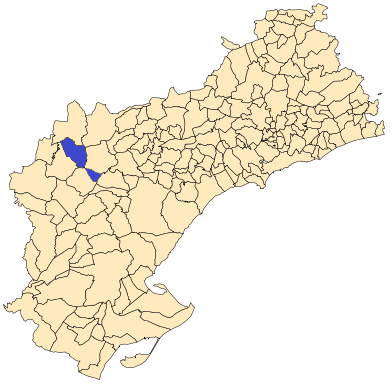
Situación de Fatarella en la provincia de Tarragona

Fatarella tiene unas calles irregulares y sinuosas que presentan un elemento arquitectónico característico: los perxes, que son tramos de calle cubiertos mediante envigados o arcos de piedra que unen varias casas.
Los orígenes de Fatarella son medievales, como muestran las fachadas de muchas casas, las cuales tienen portaladas de piedra donde hay dinteles esculpidos con diferentes símbolos e inscripciones.
Durante la Edad Media la villa estaba amurallada, para ofrecer protección a sus habitantes, sobre todo frente a los bandoleros y los lobos. La muralla que la encerraba estaba formada aprovechando las paredes de las propias casas, que tienen entre 80 y 120 cm de ancho, y por portales de acceso al pueblo, que se abrían al salir el sol y se cerraban en su ocaso.
Este sistema defensivo continuó hasta bien entrado el siglo XVII, cuando el gran crecimiento de la población obligó a sobrepasar el recinto amurallado. Hoy en día aún se pueden ver vestigios de estas murallas de los que se puede deducir la ubicación de las puertas de acceso al recinto amurallado.
A pesar del origen medieval de la población, parece ser que los inicios del poblamiento de Fatarella provienen de una torre de vigilancia musulmana. Esta se encontraba en el sitio en el que actualmente hay la ermita de la Mare de Déu de la Misericòrdia, y de su nombre árabe podría derivar el nombre de la población, aunque hay otras teorías etimológicas. No quedan vestigios de la torre, pero desde mirador de la Terra Alta se puede comprobar la magnífica panorámica que se divisa desde este lugar y el alcance del territorio que desde allí se podía realizar.
La Batalla del Ebro forma parte también de la historia de la localidad. En la partida de Camposines se ha construido un Monumento-osario donde se depositarán los restos de los soldados que 70 años después todavía existen en sierras y campos del territorio. Entre noviembre y mediados de diciembre de 2008 se llevó a cabo la primera fase de recuperación por parte de arqueólogos y antropólogos de la Generalidad de Cataluña en el término municipal de Corbera de Ebro.

## Geografía humana

### Demografía
Cuenta con una población de 852 habitantes (INE 2024).
| Gráfica de evolución demográfica de La Fatarella entre 1842 y 2021 |
| |
| Población de derecho según los censos de población del INE Población de hecho según los censos de población del INEEn estos censos se denominaba Fatarella: 1842, 1857, 1860, 1877, 1887, 1897, 1900, 1910, 1920, 1930, 1940, 1950, 1960, 1970 y 1981 |